# Brit Awards de 2015
O Brit Awards de 2015 foi realizado em 25 de fevereiro de 2015, sendo a 35.ª edição do prêmio anual de música pop da British Phonographic Industry. A cerimônia de premiação foi realizada no The O2 Arena em Londres, apresentado por Ant & Dec. A lista de nomeados foram revelados em 15 de janeiro de 2015, Tracey Emin tornou-se a quinta artista a desenhar à estátua do BRIT.

## Apresentações musicais
Os três primeiros artistas foram anunciados para o Brit Awards de 2015 em 16 de dezembro de 2014.
| Artista      | Canção                         |
| ------------ | ------------------------------ |
| Taylor Swift | "Blank Space"                  |
| Sam Smith    | "Lay Me Down"                  |
| Royal Blood  | "Figure It Out"                |
| Ed Sheeran   | "Bloodstream"                  |
| Kanye West   | "All Day"                      |
| Take That    | "Let in the Sun"               |
| George Ezra  | "Budapest"                     |
| Paloma Faith | "Only Love Can Hurt Like This" |
| Madonna      | "Living for Love"              |

## Indicados e vencedores
Indica o vencedor dentro de cada categoria.
| Álbum Britânico do Ano Ed Sheeran – X - Alt-J – This Is All Yours - George Ezra – Wanted on Voyage - Royal Blood – Royal Blood - Sam Smith – In the Lonely Hour | Produtor Britânico do Ano Paul Epworth - Alison Goldfrapp e Will Gregory - Flood - Jake Gosling |
| Single Britânico do Ano Mark Ronson com a part. Bruno Mars – "Uptown Funk" - Calvin Harris – "Summer" - Clean Bandit com a part. Jess Glynne – "Rather Be" - Ed Sheeran – "Thinking Out Loud" - Ella Henderson – "Ghost" - George Ezra – "Budapest" - Jessie J, Ariana Grande e Nicki Minaj – "Bang Bang" - Route 94 com a part. Jess Glynne – "My Love" - Sam Smith – "Stay with Me" - Sigma – "Nobody to Love" | Videoclipe Britânico do Ano One Direction – "You & I" - Ed Sheeran – "Thinking Out Loud" - Mark Ronson com a part. Bruno Mars – "Uptown Funk - Sam Smith – "Stay with Me" - Jessie J, Ariana Grande e Nicki Minaj – "Bang Bang" |
| Cantor Britânico Ed Sheeran - Damon Albarn - George Ezra - Paolo Nutini - Sam Smith | Cantora Britânica Paloma Faith - Ella Henderson - FKA Twigs - Jessie Ware - Lily Allen |
| Grupo Britânico Royal Blood - Alt-J - Clean Bandit - Coldplay - One Direction | Revelação Britânica Sam Smith - CHVRCHES - FKA twigs - George Ezra - Royal Blood |
| Cantor Internacional Pharrell Williams - Beck - Hozier - Jack White - John Legend | Cantora Internacional Taylor Swift - Beyoncé - Lana Del Rey - Sia - St. Vincent |
| Grupo Internacional Foo Fighters - 5 Seconds of Summer - Black Keys - First Aid Kit - The War on Drugs | Escolha da Crítica James Bay - George the Poet - Years & Years |

Prêmio Brits de Sucesso Global
- Sam Smith